# Религия в Вануату

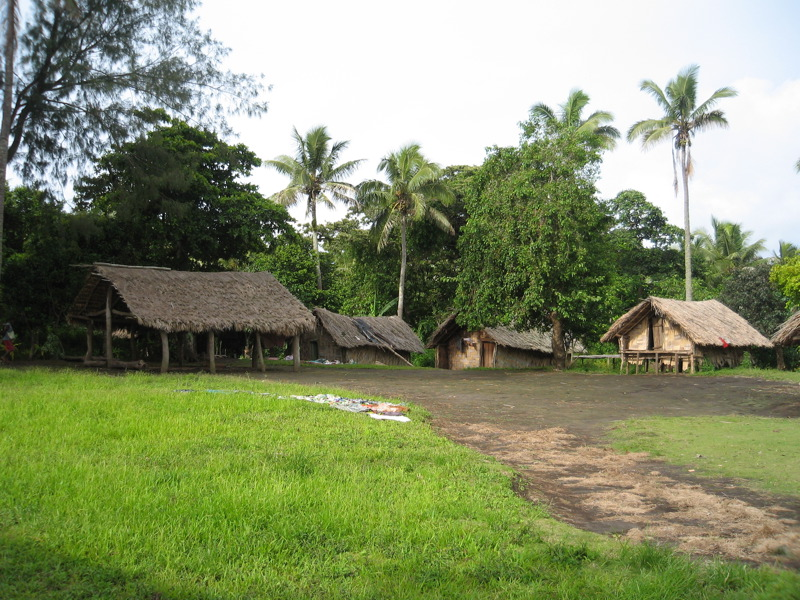
Деревня последователей Джона Фрума

Религия в Вануату — совокупность религиозных верований, присущих народам Вануату. 83 % населения Вануату исповедует разные формы христианства. В том числе 28 %, англиканцы — 15 %, католики — 12 %, адвентисты седьмого дня — 12 %, приверженцы других христианских направлений — 13 %.
До появления на островах христианских миссионеров на Новых Гебридах практиковался анимизм, следы которого заметны и в современной религии, которая по сути представляет собой сплетение традиционных верований в духов и христианской веры.
Первые христианские миссионеры на Новых Гебридах появились в XIX веке, однако на протяжении очень долгого времени их деятельность была малоэффективной, а жизнь религиозных учителей была опасной. Например, известный миссионер из Лондонского миссионерского общества Джон Уильямс был убит и съеден местными жителями острова Эроманга. Только к середине XX века христианство стало господствующей религией среди меланезийского населения Новых Гебрид. 
В 1948 году была основана Пресвитерианская церковь Вануату (фр. Église presbytérienne de Vanuatu) — это крупнейшая христианская конфессия в стране.
Помимо христианских учений широкое распространение в Вануату получил культ карго, зародившийся на островах в годы Второй мировой войны и встречающийся на островах Танна, Малекула и Эспириту-Санто. Наиболее известными из них является движение Джона Фрума (на острове Танна), а также движение Принца Филиппа (на острове Танна; в нём поклоняются Филиппу, герцогу Эдинбургскому).
В колониальный период религия и образование были тесно взаимосвязаны друг с другом, а письменность большинства местных языков была разработана христианскими миссионерами. Однако и в современном обществе религия играет очень важную роль, даже национальный девиз гласит: «Long God yumi stanap» (в переводе с языка бислама «За Богом мы стоим»).